# Peter Draisaitl
Peter Draisaitl (ur. 7 grudnia 1965 w Karwinie, Czechosłowacja) – niemiecki hokeista pochodzenia czeskiego, reprezentant Niemiec, trzykrotny olimpijczyk. Trener hokejowy.
Pochodzi z terenu byłej Czechosłowacji. W młodym wieku przeprowadził się do Niemiec Zachodnich i zamieszkał w okolicach Mannheim.
Jego syn Leon (ur. 1995) także został hokeistą.

## Kariera zawodnicza
- Mannheimer ERC (1983-1990)
- Kölner EC (1990-1992)
- Mannheimer ERC (1992-1994)
- Kölner Haie (1994-1998)
- Moskitos Essen (1998-2000)
- Revierlöwen Oberhausen (2000-2001)

Był wieloletnim zawodnikiem drużyn z Mannheim i Kolonii w lidze niemieckiej, następnie od 1994 w rozgrywkach DEL.
Został reprezentantem Niemiec. Do 1990 reprezentował Niemcy Zachodnie, a następnie zjednoczone Niemcy. Uczestniczył w turniejach zimowych igrzysk olimpijskich 1988, 1992, 1998, mistrzostw świata 1989, 1990, 1991, 1992, 1996, 1997, 1998 oraz Pucharu Świata 1996.

## Kariera trenerska
- Revierlöwen Oberhausen (2001-2002)
- Fischtown Pinguins Bremerhaven (2003-2005)
- Straubing Tigers (2005-2006)
- EV Regensburg (2006-2007)
- Füchse Duisburg (2007-2008)
- Ravensburg Towerstars (2008-2011)
- Nürnberg Ice Tigers (2011-2012)
- HC Czeskie Budziejowice (2012-2013)
- Mountfield Hradec Králové (2013-2015)
- HC Pardubice (2016)

Po zakończeniu kariery zawodniczej został trenerem hokejowym. Pracował w klubach niemieckich. Od 2012 rozpoczął pracę w Czechach. W 2013 został trenerem klubu Mountfield Hradec Králové. W lutym 2014 przedłużył umowę z klubem o dwa lata. Od stycznia do września 2016 I trener HC Dynamo Pardubice.

## Sukcesy
Klubowe
- Srebrny medal mistrzostw Niemiec: 1985, 1987 z Mannheimer ERC, 1996 z Kölner Haie
- Złoty medal mistrzostw Niemiec: 1995 z Kölner Haie
- Drugie miejsce w Pucharze Europy: 1996 z Kölner Haie

Indywidualne
- Liga niemiecka 1990/1991: czwarte miejsce w klasyfikacji strzelców: 37 goli